# Anna Frebel
Anna Frebel (* 1980 Berlín) je německá astronomka a astrofyzička. Je spoluobjevitelkou několika hvězd v galaxii Mléčná dráha a v souhvězdí Malého vodního hada.
Napsala populárně-vědeckou publikaci Searching for the oldest stars (Hledání nejstarších hvězd) s podtitulem Ancient Relics from the Early Universe (Starověké relikvie z raného vesmíru). Je to kniha popisující pátrání po nejstarších hvězdách. Jsou staré až 13 miliard let a jejich objevy mohou přinést nové podrobnosti o původu a vývoji vesmíru.

## Život
Anna se narodila v roce 1980 v Berlíně, ale vyrůstala v Göttingenu. Po absolvování střední školy začala studovat fyziku ve Freiburgu im Breisgau. Ve studiu pak pokračovala v Austrálii, kde dokončila magisterský titul v teoretické fyzice s vyznamenáním. Doktorát získala na observatoři Mount Stromlo Australské národní univerzity v hlavním městě Canberra.
V roce 2006 studovala na University of Texas v Austinu se stipendiem W. J. McDonald Postdoctoral Fellowship. V roce 2009 pokračovala ve své vědecké kariéře na Harvard-Smithsonian Center for Astrophysics v Cambridge (Massachusetts) se stipendiem Clay Postdoctoral Fellowship. Od roku 2012 je odbornou asistentkou, od roku 2017 docentkou fyziky a od roku 2022 je profesorkou na Massachusetts Institute of Technology (MIT).
V roce 2020/2021 byla hostující vědeckou pracovnicí Wissenschaftskolleg zu Berlin.
Je matkou dvou synů.

## Objevy

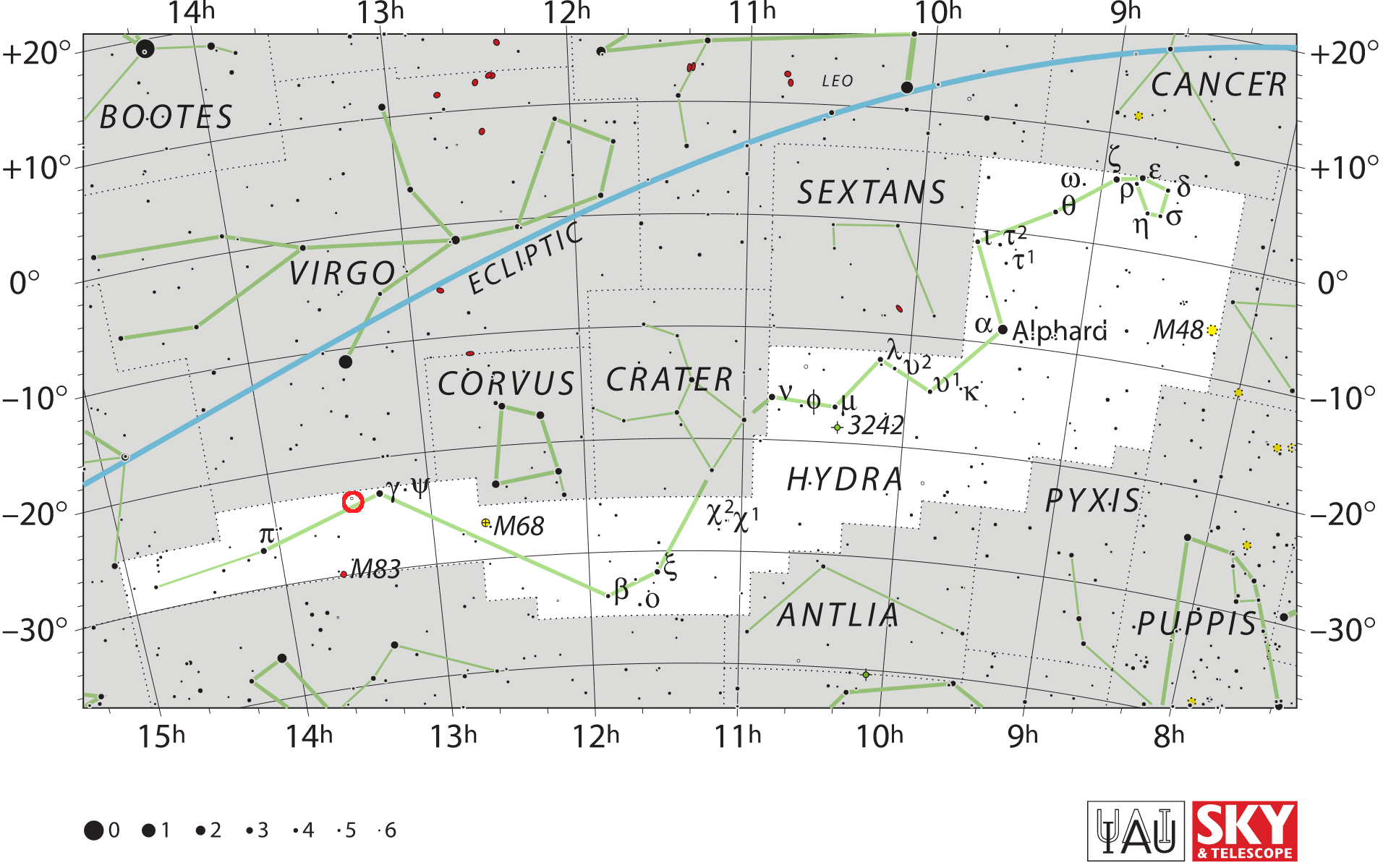
Umístění objevené hvězdy HE1327-2326 na obloze (červený kroužek)

- Umístění objevené hvězdy HE1327-2326 na obloze (červený kroužek)V roce 2005 se stala spoluobjevitelkou hvězdy HE 1327-2326. Je to nejznámější hvězda chudá na železo a patří mezi nejstarší známé hvězdy v Mléčné dráze. K objevu došlo při průzkumu na observatoři Siding Spring.
- V roce 2007 následoval objev hvězdy HE 1523−0901 ve vzorku jasných hvězd chudých na kovy. Nazývá se Červený obr a nachází  se v Mléčné dráze přibližně 10 000 světelných let od Země. Její stáří je přibližně 13,2 miliardy let, a patří také mezi nejstarší hvězdy naší Galaxie.Umělecké zobrazení Červeného obra HE 1523-0901

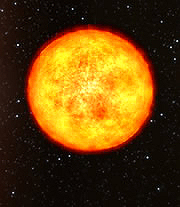
Umělecké zobrazení Červeného obra HE 1523-0901

- V roce 2014 informovala společně s dalšími spolupracovníky o objevu hvězdy SMSS J031300.36-670839.3 v jižním souhvězdí Malého vodního hada. Pravděpodobně patří do druhé generace hvězd, která vznikla krátce po zrodu vesmíru před 13,7 miliardami let.
- V roce 2019 se svými kolegy prokázali relativně vysoké koncentrace zinku v HE 1327-2326 prostřednictvím pozorování pomocí spektrografu Cosmic Origins Spectrograph (COS) Hubbleova vesmírného dalekohledu v UV pásmu. Při kolapsu prvních hvězd (populace III) došlo pravděpodobně k uvolnění těžkých prvků do okolního prostoru. Těžké prvky tělesa ochlazovaly a podporovaly vznik menších hvězd druhé generace, jako je HE 1327-2326.

## Ceny a ocenění
- 2007: Cena Charlene Heislerové za nejlepší astronomickou disertaci v Austrálii
- 2009: Zahajovací přednáška XLAB Science Festival, Göttingen
- 2009: Cena Ludwiga Biermanna Německé astronomické společnosti
- 2010: Annie Jump Cannon Prize for Astronomy od Americké astronomické společnosti
- 2010: Lise Meitner Lecturer, Göttingen a Innsbruck
- 2011: Kavli Frontiers of Science Fellow, Národní akademie věd